# Dichelus tibialis
Dichelus tibialis är en skalbaggsart som beskrevs av Kulzer 1960. Dichelus tibialis ingår i släktet Dichelus och familjen Melolonthidae. Inga underarter finns listade i Catalogue of Life.